# Andorranisches Rotes Kreuz
Das Andorranische Rote Kreuz (katalanisch Creu Roja Andorrana CRA) ist nach den Genfer Abkommen von 1949 die Nationale Rotkreuz-Gesellschaft im Fürstentum Andorra und als solches Teil der Internationalen Rotkreuz- und Rothalbmond-Bewegung inklusive der Anerkennung ihrer sieben Grundsätze. Der Sitz ist in der Hauptstadt Andorra la Vella.

## Geschichte
Die Organisation wurde am 20. Dezember 1980 auf Initiative von Rotary Club gegründet. Am 17. September 1993 ist das Fürstentum Andorra den Genfer Abkommen von 1949 beigetreten. Die Versammlung des Internationalen Komitees vom Roten Kreuz verkündet am 24. März 1994 die Anerkennung des Andorranischen Roten Kreuzes. Das Andorranische Rote Kreuz wird anlässlich der Gedenkfeier zum 75. Jahrestag der Gründung der Internationalen Föderation in Paris zur 162. Nationalen Gesellschaft erklärt und von der Generalversammlung der Internationalen Föderation der Rotkreuz- und Rothalbmond-Gesellschaften am 27. November 1995 in Genf ratifiziert.

## Organisation
Die Generalversammlung vertritt das Andorranische Rote Kreuz in seiner Gesamtheit. Sie wählt den Vorstand und den Präsident.
Der Vorstand ist das höchste Leitungsgremium des Andorranischen Roten Kreuzes. Er besteht aus mindestens sieben und höchstens dreizehn Mitgliedern. Dazu gehören:
- Präsident
- Vizepräsident
- Generalsekretär
- Schatzmeister

Der Vorstand kann einen Generaldirektor auf Gehaltsbasis ernennen.
Das Andorranische Rote Kreuz hat keine territorialen Unterteilungen.

## Aufgaben
- Blutspende
- Betrieb von Defibrillatoren
- Erste-Hilfe-Ausbildung, Rettungsschwimmausbildung
- Essen auf Rädern
- Hausnotruf
- Internationale Humanitäre Hilfe
- Humanitäres Völkerrecht
- Krankentransport
- Sanitätsdienst, Bergrettungsdienst
- Suchtberatung
- Tagespflege